# Ludwig Sckell

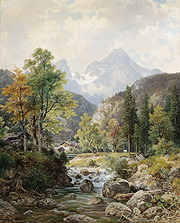
Ludwig Sckell (1833–1912), Voralpenlandschaft

Ludwig Sckell (* 14. Oktober 1833 auf Schloss Berg am Starnberger See; † 23. Februar 1912 in Pasing, heute zu München) war ein deutscher Landschaftsmaler der Spätromantik.

## Familie
Er war nicht, wie vielfach behauptet wurde, der Sohn des berühmten Gartengestalters Friedrich Ludwig von Sckell, der bereits 1823 starb, sondern der Sohn des Carl Ludwig Sckell, der von 1832 bis 1839 Hofgärtner auf Schloss Berg war, und damit ein Neffe des Gartenarchitekten Carl August Sckell.
Sckell studierte bei Richard Zimmermann in München und ließ sich 1861 ganz in der Stadt nieder.
Sein Sohn war der Landschaftsmaler und Königlich bayerische Oberjäger Louis Sckell (* 1869 in München; † 1950).

## Werk
Sckells Bilder feiern die bayerische Landschaft, in der meist zufriedene Bewohner als Staffage sichtbar sind, in gefälliger detailfreudiger Malweise. Er gehört zu den späten Vertretern der Landschaftsauffassung des Biedermeier.

## Ehrungen
Ludwig Sckell war Ehrenmitglied der Akademie der bildenden Künste München.